# Tawhitia
Tawhitia là một chi bướm đêm thuộc họ Crambidae.

## Các loài
- Tawhitia glaucophanes (Meyrick, 1907)
- Tawhitia pentadactylus (Zeller, 1863)